# Ernst August Abel
Ernst August Abel (Zerbst, 1720 circa – Darmstadt, 1790 circa) è stato un pittore tedesco, membro della famiglia Abel.

## Biografia
Fratello del pittore Ernst Heinrich Abel, peregrinò per tutta la vita, risultando attivo a Londra, Amburgo, Parigi, Francoforte, Colonia e infine alla corte di Federico V, langravio di Assia-Homburg. Si sa che a 60 anni sposò una giovane di Darmstadt e si trattenne per del tempo ad Amburgo. Operò come pittore di oli, acquarelli, pastelli, disegni, stampe e soprattutto miniature.